# Hendrik III van Frankrijk

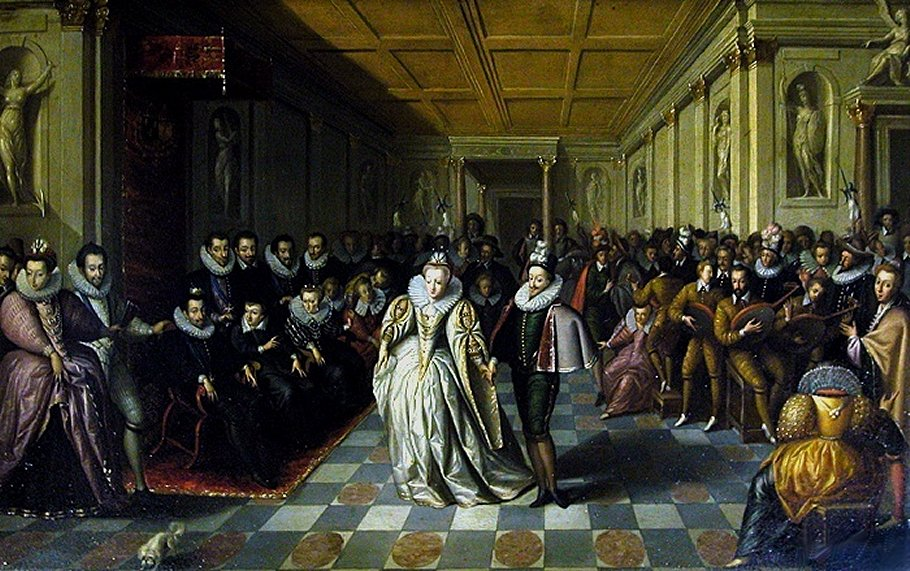
Bal na het huwelijk met Louise van Lotharingen

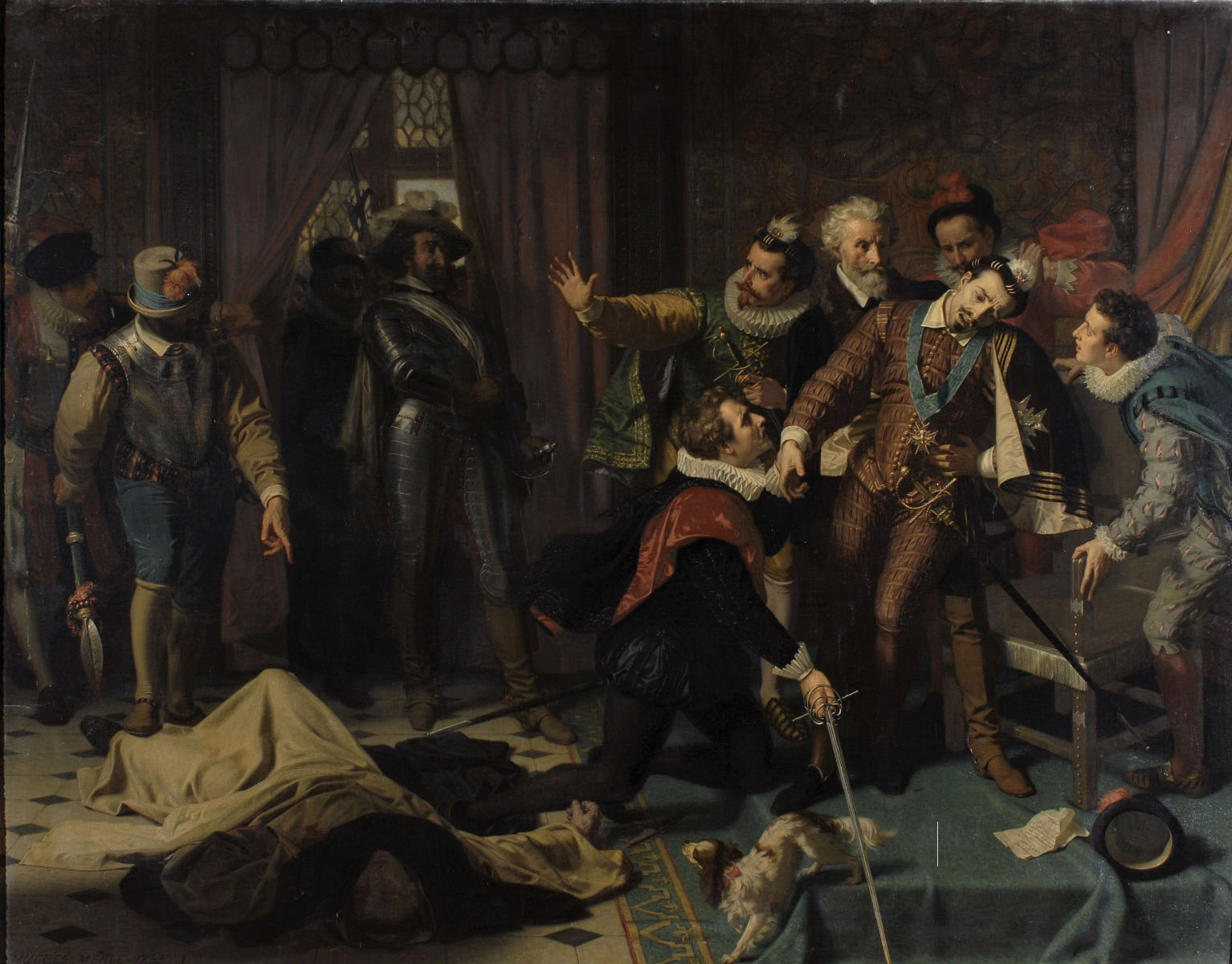
De moord op Hendrik III (Hugues Merle, 19e eeuw)

Hendrik III (Fontainebleau, 19 september 1551 – Saint-Cloud, 2 augustus 1589, geboren als Alexandre Édouard de France, was koning van Frankrijk van 1574 tot 1589. Als Hendrik van Valois (Pools: Henryk Walezy, Litouws: Henrikas Valua) was hij de eerste verkozen monarch van het Pools-Litouwse Gemenebest met de dubbele titels van koning van Polen en grootvorst van Litouwen van 1573 tot 1575.

## Afkomst
Hij was de vierde zoon van Hendrik II en Catharina de' Medici en de laatste Franse koning uit het Huis Valois. Als kind genoot hij de bijzondere affectie van zijn moeder. Hij erfde het koningschap van zijn broer Karel IX, toen die in 1574 op 23-jarige leeftijd zonder wettelijke troonopvolger overleed. Hendrik III was de derde zoon in rij van Hendrik II die koning werd, na zijn broers Frans II en Karel IX. Tevoren droeg hij de titel "hertog van Anjou" en had hij als opperbevelhebber van het leger in 1569 de hugenoten bij Jarnac en Montcontour verslagen.
Hendrik III was ook de broer van Frans van Anjou (François Hercule), die door de Franse adel "monsieur" genoemd werd.

## Polen
Omdat hij als vierde zoon weinig kans maakte ooit koning van Frankrijk te worden, stelde hij zich kandidaat voor de titel van verkozen koning van Polen. Nogal verrassend won Hendrik de verkiezing onder 50.000 Poolse edellieden die in april 1573 bij Warschau werd gehouden. De Poolse adel verkoos hem boven Ernst van Oostenrijk en tsaar Ivan IV van Rusland. De diplomaten uitgezonden door Hendrik hadden ingestemd met alle beperkingen aan het verkozen koningschap die werden opgelegd door de Articuli Henriciani, die de rechten en plichten van de koning vastlegden. Bovendien deden zij namens Hendrik allerlei beloften, zoals een toekomstig Frans-Pools verdrag waarbij een Franse vloot naar de Oostzee zou worden gestuurd.
Hendrik vernam zijn verkiezing tijdens het beleg van La Rochelle. In februari 1574 werd hij in Krakau tot koning gekroond. Toen hij bij het afleggen van de troon-eed aarzelde om een passage uit de Articuli Henriciani te bevestigen, waarin de tolerantie van alle godsdiensten werd bevestigd, zou een Poolse magnaat hem in het Latijn hebben toegesnauwd: "Si non iurabis, non regnabis" (Als je niet zweert, zul je niet regeren). Hendrik was echter niet van plan zich aan de opgelegde beperkingen te houden en kwam zo in botsing met de Sejm. Toen Hendrik na enkele maanden hoorde dat zijn broer overleden was en daarmee de Franse troon vacant, hield hij het voor gezien in Polen en vluchtte heimelijk weg uit Krakau. Voordat de toekomstige Franse koning in Frankrijk arriveerde, bezocht hij eerst Oostenrijk, waarbij hij Wenen aandeed. Vervolgens maakte hij een plezierreis door Noord-Italië en liet zich feestelijk ontvangen in het rijke Venetië.
Intussen liet hij Polen in anarchie achter. Nadat dudelijk was geworden dat Hendrik niet naar Polen zou terugkeren, verklaarde de Sejm hem van de kroon vervallen. Hendrik zelf bleef echter tot zijn dood de titel van koning van Polen gebruiken.

## Frankrijk
Hij keerde naar Frankrijk terug en werd in mei 1575 te Reims gekroond als Hendrik III. Hij ging door voor begaafd, had een verzorgde opvoeding genoten, maar leefde behoorlijk decadent en omringde zich met mignons ('lievelingen'; zo werden de mannen die Hendrik omringden genoemd, ze werden ervan verdacht homoseksueel te zijn en vrouwenkledij te dragen).
Plannen voor een huwelijk (in 1571) met de achttien jaar oudere koningin Elizabeth I van Engeland vonden geen doorgang; Elizabeth was protestant en Hendrik katholiek. Bovendien zou Elizabeth dit huwelijk alleen geopperd hebben om vijand Spanje uit te dagen.

## Nederlanden
Na de dood van Willem van Oranje werd Hendrik in 1584 op last van de Staten-Generaal der Nederlanden door Jan van Asseliers benaderd met het verzoek of hij zijn broer Frans van Anjou, ook in 1584 overleden, wilde opvolgen als beoogd landsheer der Nederlanden. Deze toenaderingspoging liep op niets uit.

## Opvolging
Zijn artistieke aanleg leefde Hendrik III uit in grandioze feestelijkheden, ondanks de telkens opvlammende strijd met de hugenoten. Deze strijd werd zelfs nog heviger, toen de hugenoot Hendrik van Navarra (de toekomstige Hendrik IV) plots de wettige troonopvolger werd na de dood van 's konings jongste broer, Frans van Anjou. Een huwelijk van Hendrik III met Louise van Lotharingen bleef immers kinderloos.

## Drie-Hendriken-oorlog
Het werd de koning in brede kring kwalijk genomen dat hij zich te sterk liet beïnvloeden door protestanten en zich in toenemende mate toegeeflijk opstelde tegenover de hugenoten. Daarom organiseerden zijn tegenstanders zich in de Ligue, een Heilig Verbond van conservatieve katholieken, onder leiding van Hendrik I van Guise, een jeugdvriend van de koning. Guise koesterde de ambitie zelf koning van Frankrijk te worden en genoot  een grote populariteit bij de Parijse bevolking, die hij met een lastercampagne tegen Hendrik III opzette. In mei 1588 kwam Parijs in opstand tegen Hendrik III, die zich genoodzaakt zag Guise de hoogste militaire bevoegdheden toe te kennen.
In de overtuiging dat hij nooit helemaal de meester zou zijn in Frankrijk zolang Guise in leven was, besloot hij toen deze té machtige bondgenoot te laten vermoorden. Na de nederlaag van de Spaanse Armada in de zomer van 1588, was de angst van de koning voor Spaanse steun aan de Katholieke Liga blijkbaar afgenomen. Daarom nodigde hij op 23 december 1588 op het kasteel van Blois, de hertog van Guise uit in de raadszaal, waar de broer van de hertog Lodewijk II, kardinaal van Guise, al wachtte. De hertog kreeg te horen dat de koning hem in de privékamer naast de koninklijke slaapkamer wilde zien. Daar vermoordden koninklijke wachters de hertog en vervolgens de kardinaal. Om er zeker van te zijn dat geen enkele kandidaat voor de Franse troon vrij was om tegen hem op te treden, liet de koning de zoon van de hertog opsluiten. 
Teneinde de schijn van wettelijkheid te redden kreeg François du Plessis (de vader van de latere kardinaal de Richelieu) de taak om vervolgens de lichamen van de twee broers op de binnenplaats van het kasteel op een brandstapel te verbranden en hun as in de Loire te verstrooien.
De hertog van Guise was erg populair in Frankrijk en de burgers keerden zich tegen Hendrik III voor de moorden.
Parijs was in rep en roer. De koning werd van zijn troon vervallen verklaard en de theoloog Jean Guincestre verklaarde dat zijn naam een anagram was van "Vilain Hérodes" (gemene Herodes). Hendrik III riep de hulp in van Hendrik van Navarra en rukte samen met de hugenoten en de middenpartij der politieken op tegen de revolterende hoofdstad.

## Vermoord
Tijdens de nu volgende belegering werd hij door de fanatieke Dominicaanse monnik Jacques Clément op 1 augustus neergestoken. De (13e en) laatste koning uit het huis van Valois overleed de volgende dag aan zijn verwondingen, in het koninklijk kasteel van Saint-Cloud, nabij Parijs. Hij werd opgevolgd door Hendrik van Navarra, die de naam Hendrik IV aannam.

## Kwartierstaat (voorouders)
| Karel van Angoulême (1459-1496)    | Karel van Angoulême (1459-1496)    | Karel van Angoulême (1459-1496)    | Karel van Angoulême (1459-1496)    | Karel van Angoulême (1459-1496)    | Karel van Angoulême (1459-1496)    | Louise van Savoye (1476-1531)     | Louise van Savoye (1476-1531)     | Louise van Savoye (1476-1531)     | Louise van Savoye (1476-1531)     | Louise van Savoye (1476-1531)        | Louise van Savoye (1476-1531)        |                                      |                                      | Lodewijk XII van Frankrijk (1462–1515) | Lodewijk XII van Frankrijk (1462–1515) | Lodewijk XII van Frankrijk (1462–1515) | Lodewijk XII van Frankrijk (1462–1515) | Lodewijk XII van Frankrijk (1462–1515) | Lodewijk XII van Frankrijk (1462–1515) | Anna van Bretagne (1462–1515)    | Anna van Bretagne (1462–1515)    | Anna van Bretagne (1462–1515) | Anna van Bretagne (1462–1515) | Anna van Bretagne (1462–1515)      | Anna van Bretagne (1462–1515)      |                                    |                                    | Piero di Lorenzo de' Medici (1471-1503) | Piero di Lorenzo de' Medici (1471-1503) | Piero di Lorenzo de' Medici (1471-1503) | Piero di Lorenzo de' Medici (1471-1503) | Piero di Lorenzo de' Medici (1471-1503) | Piero di Lorenzo de' Medici (1471-1503) | Alfonsina Orsini (1472-1520)          | Alfonsina Orsini (1472-1520)          | Alfonsina Orsini (1472-1520)          | Alfonsina Orsini (1472-1520)          | Alfonsina Orsini (1472-1520)     | Alfonsina Orsini (1472-1520)     |                                  |                                  | Jan IV van Auvergne (1467-1501)  | Jan IV van Auvergne (1467-1501)  | Jan IV van Auvergne (1467-1501)             | Jan IV van Auvergne (1467-1501)             | Jan IV van Auvergne (1467-1501)             | Jan IV van Auvergne (1467-1501)             | Johanna van Bourbon (1465-1511)             | Johanna van Bourbon (1465-1511)             | Johanna van Bourbon (1465-1511) | Johanna van Bourbon (1465-1511) | Johanna van Bourbon (1465-1511) | Johanna van Bourbon (1465-1511) |  |  |  |  |  |  |  |  |  |  |  |  |  |  |  |  |  |  |  |  |  |  |  |  |  |  |  |  |  |  |  |  |  |  |  |  |  |  |  |  |  |  |  |  |  |  |  |  |
| Karel van Angoulême (1459-1496)    | Karel van Angoulême (1459-1496)    | Karel van Angoulême (1459-1496)    | Karel van Angoulême (1459-1496)    | Karel van Angoulême (1459-1496)    | Karel van Angoulême (1459-1496)    | Louise van Savoye (1476-1531)     | Louise van Savoye (1476-1531)     | Louise van Savoye (1476-1531)     | Louise van Savoye (1476-1531)     | Louise van Savoye (1476-1531)        | Louise van Savoye (1476-1531)        |                                      |                                      | Lodewijk XII van Frankrijk (1462–1515) | Lodewijk XII van Frankrijk (1462–1515) | Lodewijk XII van Frankrijk (1462–1515) | Lodewijk XII van Frankrijk (1462–1515) | Lodewijk XII van Frankrijk (1462–1515) | Lodewijk XII van Frankrijk (1462–1515) | Anna van Bretagne (1462–1515)    | Anna van Bretagne (1462–1515)    | Anna van Bretagne (1462–1515) | Anna van Bretagne (1462–1515) | Anna van Bretagne (1462–1515)      | Anna van Bretagne (1462–1515)      |                                    |                                    | Piero di Lorenzo de' Medici (1471-1503) | Piero di Lorenzo de' Medici (1471-1503) | Piero di Lorenzo de' Medici (1471-1503) | Piero di Lorenzo de' Medici (1471-1503) | Piero di Lorenzo de' Medici (1471-1503) | Piero di Lorenzo de' Medici (1471-1503) | Alfonsina Orsini (1472-1520)          | Alfonsina Orsini (1472-1520)          | Alfonsina Orsini (1472-1520)          | Alfonsina Orsini (1472-1520)          | Alfonsina Orsini (1472-1520)     | Alfonsina Orsini (1472-1520)     |                                  |                                  | Jan IV van Auvergne (1467-1501)  | Jan IV van Auvergne (1467-1501)  | Jan IV van Auvergne (1467-1501)             | Jan IV van Auvergne (1467-1501)             | Jan IV van Auvergne (1467-1501)             | Jan IV van Auvergne (1467-1501)             | Johanna van Bourbon (1465-1511)             | Johanna van Bourbon (1465-1511)             | Johanna van Bourbon (1465-1511) | Johanna van Bourbon (1465-1511) | Johanna van Bourbon (1465-1511) | Johanna van Bourbon (1465-1511) |  |  |  |  |  |  |  |  |  |  |  |  |  |  |  |  |  |  |  |  |  |  |  |  |  |  |  |  |  |  |  |  |  |  |  |  |  |  |  |  |  |  |  |  |  |  |  |  |
|                                    |                                    |                                    |                                    |                                    |                                    |                                   |                                   |                                   |                                   |                                      |                                      |                                      |                                      |                                        |                                        |                                        |                                        |                                        |                                        |                                  |                                  |                               |                               |                                    |                                    |                                    |                                    |                                         |                                         |                                         |                                         |                                         |                                         |                                       |                                       |                                       |                                       |                                  |                                  |                                  |                                  |                                  |                                  |                                             |                                             |                                             |                                             |                                             |                                             |                                 |                                 |                                 |                                 |  |  |  |  |  |  |  |  |  |  |  |  |  |  |  |  |  |  |  |  |  |  |  |  |  |  |  |  |  |  |  |  |  |  |  |  |  |  |  |  |  |  |  |  |  |  |  |  |
|                                    |                                    |                                    |                                    | Frans I van Frankrijk (1494-1547)  | Frans I van Frankrijk (1494-1547)  | Frans I van Frankrijk (1494-1547) | Frans I van Frankrijk (1494-1547) | Frans I van Frankrijk (1494-1547) | Frans I van Frankrijk (1494-1547) |                                      |                                      |                                      |                                      |                                        |                                        | Claude van Frankrijk (1499-1524)       | Claude van Frankrijk (1499-1524)       | Claude van Frankrijk (1499-1524)       | Claude van Frankrijk (1499-1524)       | Claude van Frankrijk (1499-1524) | Claude van Frankrijk (1499-1524) |                               |                               |                                    |                                    |                                    |                                    |                                         |                                         |                                         |                                         | Lorenzo II de' Medici (1492-1519)       | Lorenzo II de' Medici (1492-1519)       | Lorenzo II de' Medici (1492-1519)     | Lorenzo II de' Medici (1492-1519)     | Lorenzo II de' Medici (1492-1519)     | Lorenzo II de' Medici (1492-1519)     |                                  |                                  |                                  |                                  |                                  |                                  | Madeleine de La Tour d'Auvergne (1498-1519) | Madeleine de La Tour d'Auvergne (1498-1519) | Madeleine de La Tour d'Auvergne (1498-1519) | Madeleine de La Tour d'Auvergne (1498-1519) | Madeleine de La Tour d'Auvergne (1498-1519) | Madeleine de La Tour d'Auvergne (1498-1519) |                                 |                                 |                                 |                                 |  |  |  |  |  |  |  |  |  |  |  |  |  |  |  |  |  |  |  |  |  |  |  |  |  |  |  |  |  |  |  |  |  |  |  |  |  |  |  |  |  |  |  |  |  |  |  |  |
|                                    |                                    |                                    |                                    | Frans I van Frankrijk (1494-1547)  | Frans I van Frankrijk (1494-1547)  | Frans I van Frankrijk (1494-1547) | Frans I van Frankrijk (1494-1547) | Frans I van Frankrijk (1494-1547) | Frans I van Frankrijk (1494-1547) |                                      |                                      |                                      |                                      |                                        |                                        | Claude van Frankrijk (1499-1524)       | Claude van Frankrijk (1499-1524)       | Claude van Frankrijk (1499-1524)       | Claude van Frankrijk (1499-1524)       | Claude van Frankrijk (1499-1524) | Claude van Frankrijk (1499-1524) |                               |                               |                                    |                                    |                                    |                                    |                                         |                                         |                                         |                                         | Lorenzo II de' Medici (1492-1519)       | Lorenzo II de' Medici (1492-1519)       | Lorenzo II de' Medici (1492-1519)     | Lorenzo II de' Medici (1492-1519)     | Lorenzo II de' Medici (1492-1519)     | Lorenzo II de' Medici (1492-1519)     |                                  |                                  |                                  |                                  |                                  |                                  | Madeleine de La Tour d'Auvergne (1498-1519) | Madeleine de La Tour d'Auvergne (1498-1519) | Madeleine de La Tour d'Auvergne (1498-1519) | Madeleine de La Tour d'Auvergne (1498-1519) | Madeleine de La Tour d'Auvergne (1498-1519) | Madeleine de La Tour d'Auvergne (1498-1519) |                                 |                                 |                                 |                                 |  |  |  |  |  |  |  |  |  |  |  |  |  |  |  |  |  |  |  |  |  |  |  |  |  |  |  |  |  |  |  |  |  |  |  |  |  |  |  |  |  |  |  |  |  |  |  |  |
|                                    |                                    |                                    |                                    |                                    |                                    |                                   |                                   |                                   |                                   | Hendrik II van Frankrijk (1519-1559) | Hendrik II van Frankrijk (1519-1559) | Hendrik II van Frankrijk (1519-1559) | Hendrik II van Frankrijk (1519-1559) | Hendrik II van Frankrijk (1519-1559)   | Hendrik II van Frankrijk (1519-1559)   |                                        |                                        |                                        |                                        |                                  |                                  |                               |                               |                                    |                                    |                                    |                                    |                                         |                                         |                                         |                                         |                                         |                                         |                                       |                                       |                                       |                                       | Catharina de' Medici (1519-1589) | Catharina de' Medici (1519-1589) | Catharina de' Medici (1519-1589) | Catharina de' Medici (1519-1589) | Catharina de' Medici (1519-1589) | Catharina de' Medici (1519-1589) |                                             |                                             |                                             |                                             |                                             |                                             |                                 |                                 |                                 |                                 |  |  |  |  |  |  |  |  |  |  |  |  |  |  |  |  |  |  |  |  |  |  |  |  |  |  |  |  |  |  |  |  |  |  |  |  |  |  |  |  |  |  |  |  |  |  |  |  |
|                                    |                                    |                                    |                                    |                                    |                                    |                                   |                                   |                                   |                                   | Hendrik II van Frankrijk (1519-1559) | Hendrik II van Frankrijk (1519-1559) | Hendrik II van Frankrijk (1519-1559) | Hendrik II van Frankrijk (1519-1559) | Hendrik II van Frankrijk (1519-1559)   | Hendrik II van Frankrijk (1519-1559)   |                                        |                                        |                                        |                                        |                                  |                                  |                               |                               |                                    |                                    |                                    |                                    |                                         |                                         |                                         |                                         |                                         |                                         |                                       |                                       |                                       |                                       | Catharina de' Medici (1519-1589) | Catharina de' Medici (1519-1589) | Catharina de' Medici (1519-1589) | Catharina de' Medici (1519-1589) | Catharina de' Medici (1519-1589) | Catharina de' Medici (1519-1589) |                                             |                                             |                                             |                                             |                                             |                                             |                                 |                                 |                                 |                                 |  |  |  |  |  |  |  |  |  |  |  |  |  |  |  |  |  |  |  |  |  |  |  |  |  |  |  |  |  |  |  |  |  |  |  |  |  |  |  |  |  |  |  |  |  |  |  |  |
|                                    |                                    |                                    |                                    |                                    |                                    |                                   |                                   |                                   |                                   |                                      |                                      |                                      |                                      |                                        |                                        |                                        |                                        |                                        |                                        |                                  |                                  |                               |                               |                                    |                                    |                                    |                                    |                                         |                                         |                                         |                                         |                                         |                                         |                                       |                                       |                                       |                                       |                                  |                                  |                                  |                                  |                                  |                                  |                                             |                                             |                                             |                                             |                                             |                                             |                                 |                                 |                                 |                                 |  |  |  |  |  |  |  |  |  |  |  |  |  |  |  |  |  |  |  |  |  |  |  |  |  |  |  |  |  |  |  |  |  |  |  |  |  |  |  |  |  |  |  |  |  |  |  |  |
|                                    |                                    |                                    |                                    |                                    |                                    |                                   |                                   |                                   |                                   |                                      |                                      |                                      |                                      |                                        |                                        |                                        |                                        |                                        |                                        |                                  |                                  |                               |                               |                                    |                                    |                                    |                                    |                                         |                                         |                                         |                                         |                                         |                                         |                                       |                                       |                                       |                                       |                                  |                                  |                                  |                                  |                                  |                                  |                                             |                                             |                                             |                                             |                                             |                                             |                                 |                                 |                                 |                                 |  |  |  |  |  |  |  |  |  |  |  |  |  |  |  |  |  |  |  |  |  |  |  |  |  |  |  |  |  |  |  |  |  |  |  |  |  |  |  |  |  |  |  |  |  |  |  |  |
| Frans II van Frankrijk (1544-1560) | Frans II van Frankrijk (1544-1560) | Frans II van Frankrijk (1544-1560) | Frans II van Frankrijk (1544-1560) | Frans II van Frankrijk (1544-1560) | Frans II van Frankrijk (1544-1560) |                                   |                                   | Elisabeth van Valois (1545-1568)  | Elisabeth van Valois (1545-1568)  | Elisabeth van Valois (1545-1568)     | Elisabeth van Valois (1545-1568)     | Elisabeth van Valois (1545-1568)     | Elisabeth van Valois (1545-1568)     |                                        |                                        | Claudia van Valois (1547-1575)         | Claudia van Valois (1547-1575)         | Claudia van Valois (1547-1575)         | Claudia van Valois (1547-1575)         | Claudia van Valois (1547-1575)   | Claudia van Valois (1547-1575)   |                               |                               | Karel IX van Frankrijk (1550-1574) | Karel IX van Frankrijk (1550-1574) | Karel IX van Frankrijk (1550-1574) | Karel IX van Frankrijk (1550-1574) | Karel IX van Frankrijk (1550-1574)      | Karel IX van Frankrijk (1550-1574)      |                                         |                                         | Hendrik III van Frankrijk (1551-1589)   | Hendrik III van Frankrijk (1551-1589)   | Hendrik III van Frankrijk (1551-1589) | Hendrik III van Frankrijk (1551-1589) | Hendrik III van Frankrijk (1551-1589) | Hendrik III van Frankrijk (1551-1589) |                                  |                                  | Frans van Anjou (1555-1584)      | Frans van Anjou (1555-1584)      | Frans van Anjou (1555-1584)      | Frans van Anjou (1555-1584)      | Frans van Anjou (1555-1584)                 | Frans van Anjou (1555-1584)                 |                                             |                                             | 3 zusters en 1 broer                        | 3 zusters en 1 broer                        | 3 zusters en 1 broer            | 3 zusters en 1 broer            | 3 zusters en 1 broer            | 3 zusters en 1 broer            |  |  |  |  |  |  |  |  |  |  |  |  |  |  |  |  |  |  |  |  |  |  |  |  |  |  |  |  |  |  |  |  |  |  |  |  |  |  |  |  |  |  |  |  |  |  |  |  |

Siemowit · Lestko · Siemomysł · Mieszko I · Bolesław I · Mieszko II Lambert · Bezprym · Mieszko II Lambert · Casimir I · Bolesław II · Wladislaus I Herman · Zbigniew · Bolesław III · Wladislaus II · Bolesław IV · Mieszko III · Casimir II · Leszek I · Wladislaus III · Mieszko IV · Koenraad · Hendrik I · Hendrik II · Koenraad · Bolesław V · Leszek II · Hendrik IV · Przemysł II · Wenceslaus II · Wenceslaus III · Wladislaus I · Casimir III · Lodewijk · Hedwig · Wladislaus II Jagiello · Wladislaus III · Casimir IV · Jan I Albrecht · Alexander · Sigismund I · Sigismund II August I · Hendrik · Anna · Stefanus Báthory · Sigismund III · Wladislaus IV · Jan II Casimir · Michaël Korybut Wiśniowiecki · Jan III Sobieski · August II · Stanislaus I Leszczyński · August II · Stanislaus I Leszczyński · August III · Stanislaus II August Poniatowski
- Bibsys: 90987312
- Biblioteca Nacional de España: XX1419559
- Bibliothèque nationale de France: cb12016877w (data)
- Catàleg d'autoritats de noms i títols de Catalunya: 981058512315706706
- Gemeinsame Normdatei: 118773720
- International Standard Name Identifier: 0000 0001 2319 7721
- Library of Congress Control Number: n50040026
- Nationale Bibliotheek van Tsjechië: mzk2008463721
- Nationale bibliotheek van Australië: 35187797
- Nationale Bibliotheek van Israël: 987007301605805171
- Nationale Bibliotheek van Polen: a0000001184378
- Nederlandse Thesaurus van Auteursnamen: 070548552
- Réseau des bibliothèques de Suisse occidentale: 02-A012354422
- RKD-Nederlands Instituut voor Kunstgeschiedenis: 491424
- Istituto Centrale per il Catalogo Unico: SBLV100959
- LIBRIS: 60400
- Système universitaire de documentation: 028305558
- Trove: 857288
- Virtual International Authority File: 5774506
- WorldCat: E39PBJrKPpRV4DyWvcMMGPR3Qq